# Libro I de los Macabeos
I Macabeos (ספר מקבים א, también llamado Primer Libro de los Macabeos, o 1 Macabeos) es una antigua obra literaria hebrea incluida en la Septuaginta, pero luego considerada como un texto deuterocanónico por los judíos rabínicos y caraítas, por los judíos mesiánicos, y por los cristianos protestantes, anglicanos y restauracionistas. Sin embargo, este libro ha sido aceptado como canónico por los católicos, ortodoxos, y los ortodoxos orientales. Se encuentra ubicado entre los libros de Ester y II Macabeos.
Describe la promulgación de decretos que prohíben las prácticas judías tradicionales por parte del rey Antíoco IV Epífanes y la formación de una rebelión contra él por parte de Matatías de la familia asmonea y sus cinco hijos. El hijo de Matatías, Judas Macabeo, se hace cargo de la revuelta y los rebeldes como grupo son llamados los Macabeos; el libro narra en detalle los éxitos y reveses de la rebelión. Aunque Judas finalmente muere en batalla, los macabeos consiguen la autonomía y, más tarde, la independencia de Judea bajo el liderazgo de la familia asmonea. El hermano de Judas, Simón el Justo, es nombrado sumo sacerdote por voluntad del pueblo judío. El período descrito abarca desde aproximadamente el 170 a. C. hasta el 134 a. C.
El autor es anónimo, pero probablemente escribió en el recién independizado reino asmoneo tras el éxito de la revuelta macabea a finales del siglo II a. C. 1. Es probable que el libro de los Macabeos se escribiera originalmente en hebreo. Sin embargo, este hebreo original se ha perdido, y la obra solo sobrevive en traducción al griego koiné contenida en la Septuaginta, la versión griega de las escrituras judías. La Septuaginta fue preservada por los primeros cristianos como base del Antiguo Testamento cristiano. Se convirtió en parte del deuterocanon en el cristianismo primitivo. El libro se considera hoy en día una escritura canónica en las iglesias católica, ortodoxa oriental y ortodoxa (excepto en la ortodoxa tewahedo). El libro no forma parte de la Biblia hebrea (Tanaj) y no se considera canónico por las denominaciones protestantes ni en ninguna de las ramas principales del judaísmo. Algunos protestantes incluyen el libro como apócrifo bíblico, material útil para el contexto y la edificación, pero que no es canónico. El judaísmo rabínico generalmente desaprobaba el gobierno de la dinastía asmonea, pero el libro es abiertamente pro-asmoneo, uno de varios factores para la falta de entusiasmo por el libro dentro del judaísmo posterior.
1 Los Macabeos son conocidos sobre todo por su relato de la reconquista de Jerusalén en el año 164 a. C. y la nueva dedicación del Segundo Templo: el origen de la fiesta judía de Hanukkah.

## Autor y fecha
El autor de 1 Macabeos es anónimo y desconocido.  Escribió en el reino hasmoneo posterior a la independencia, probablemente durante el reinado del sumo sacerdote Juan Hircano (que reinó entre 134 y 104 a. C.), aunque algunos estudiosos sugieren que también es posible que lo hiciera a principios del reinado de Alejandro Janneo (que reinó entre 103 y 76 a. C.).  Todos coinciden en que el libro fue escrito antes del año 63 a. C., ya que el autor muestra una gran admiración por Roma y no conoce al general romano Pompeyo conquistó Jerusalén y redujo el reino hasmoneo a un estado cliente de la República romana en ese año. Probablemente era un historiador de la corte o equivalente. El autor parece estar muy familiarizado con Judea y su geografía, pero parece menos informado sobre el mundo helenístico en general. En general, se considera que toda la obra es una unidad compuesta por un solo autor, tanto por motivos filológicos como temáticos, aunque hay algunos pasajes breves que en ocasiones se discuten por ser potencialmente añadidos en una fecha posterior.
I Macabeos fue escrito aparentemente hacia el año 100 a. C., o sea hacia finales del reinado de Juan Hircano, aunque sus originales se han perdido y solo se conserva la versión griega de los LXX. Es, por consiguiente, casi contemporáneo de los hechos que narra, ya que la rebelión de los Macabeos se registró entre los años 167 y 160 a. C.

## Título

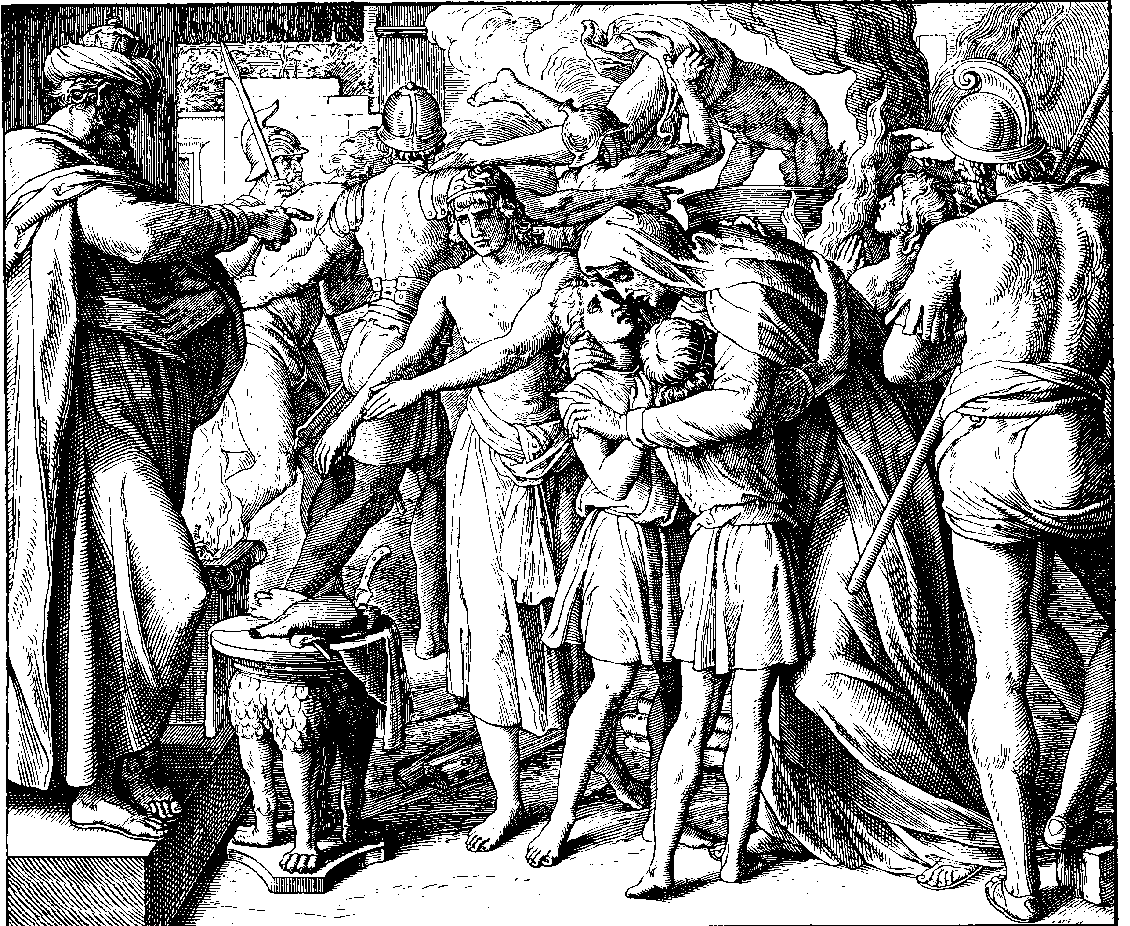
Mártires que se niegan a sacrificar al ídolo griego de Die Bibel in Bildern

El título «1 Macabeos» no es el título original de la obra. Más bien, proviene de la Septuaginta, que le dio ese título para distinguirla de los demás libros de los Macabeos. En el libro en sí, «Macabeo» se utiliza únicamente como título personal para Judas Macabeo (latinizado como Judas Macabeo). El título de «Macabeo» de Judas está generalmente vinculado a la palabra aramea «maqqaba» («makebet» en el hebreo moderno), que significa «martillo» o «maza». Se desconoce cómo obtuvo este epíteto; la mayoría presume que fue en reconocimiento a su destreza en la batalla.  Sin embargo, la palabra «macabeos» en plural no parece haberse utilizado hasta siglos después de la revuelta macabea. Al principio, se utilizaba para describir a los mártires descritos en 2 Macabeos. Más tarde se convirtió en un título dado a los rebeldes en su conjunto alrededor de los siglos III-V d. C., de ahí que la Septuaginta nombrara las obras como libros de los Macabeos. Este uso de «macabeos» como término colectivo puede tener su origen en el griego, ya que no se conserva ningún uso en hebreo para referirse a los rebeldes de ninguna época anterior al siglo XIX.
Eusebio, en su libro Historia de la Iglesia, cita a Orígenes de Alejandría, quien dice que el título de la obra era Sarbēth Sabanaiel, una enigmática transliteración griega de un supuesto título original hebreo.  Se cree que las partes más probables son el arameo səpar («libro»), bêt («casa» o «dinastía»), y 'ēl («Dios»). Se han propuesto varias reconstrucciones para la frase completa:
- Libro del Príncipe de la Casa de Israel, del hebreo שַׂר בֵּית יִשְׂרָאֵל, Sar Beit-Yisra'el, o Libro del Príncipe de la Casa de Dios שַׂר בֵּית אֵל, Sar Beit-El.
- Libro de la Casa de los Príncipes de Dios,[19]
- El libro de la dinastía de los resistentes de Dios (en el sentido de «los que resisten en nombre de Dios»),[20] quizás de סֵפֶר בֵּית סָרְבָנֵי אֵל, Sefer Beit Sarevanei El (Libro de la Casa que lucha por Dios).
- El libro de la casa de los asmoneos (o simplemente El libro de los asmoneos)[21][22]

## Idioma y estilo
El libro probablemente fue escrito originalmente en hebreo. Tanto Orígenes como Jerónimo afirman haber visto un texto en hebreo de 1 Macabeos. El script griego que ha sobrevivido contiene hebraísmos y expresiones idiomáticas hebreas. También parece haber sido escrito en Judea, donde el conocimiento del hebreo estaba más extendido. Si realmente fue escrito originalmente en griego, entonces el autor imitaba intencionadamente el estilo hebreo en griego. El libro no está escrito en el griego koiné coloquial «común» del siglo II a. C., sino en un estilo griego más arcaico que imita conscientemente el estilo de las escrituras más antiguas. Imitaba con frecuencia la fraseología bíblica y citaba directamente precedentes bíblicos. El equivalente en inglés sería escribir nuevos libros al estilo de la Biblia del Rey Jacobo de la Biblia. También utiliza en ocasiones términos anacrónicos para establecer paralelismos explícitos entre las hazañas de los asmoneos y los héroes judíos anteriores; por ejemplo, se refiere a la región costera de Palestina como la tierra de los filisteos, aunque estos ya no eran un grupo cultural relevante en la época.
El libro se clasifica generalmente como un libro histórico de la Biblia. Aunque se centra principalmente en el relato de la historia, algunos consideran que el libro también tiene mérito como obra literaria. La narración es principalmente un texto en prosa, pero se interrumpe con siete secciones poéticas que imitan la poesía clásica en hebreo. Estas incluyen cuatro lamentos y tres himnos de alabanza. También se incluyen varios documentos históricos, en particular negociaciones y cartas con la República romana y la Esparta helenística.

## Argumento
La historia se desarrolla aproximadamente un siglo y medio después de la conquista de Judea por los griegos bajo el mando de Alejandro Magno, tras la división del imperio de Alejandro, que hizo que Judea pasara a formar parte del Imperio seléucida griego. Cuenta cómo el gobernante griego Antíoco IV Epífanes intentó suprimir la práctica de la ley judía básica, lo que dio lugar a la revuelta de los macabeos. El libro abarca toda la revuelta, desde el 175 hasta el 134 a. C., y destaca cómo la salvación del pueblo judío en esta crisis llegó a través de la familia de Matatías, en particular sus hijos, Judas Macabeo, Jonatán Macabeo y Simón Macabeo, y el hijo de Simón, Juan Hircano. La doctrina expresada en el libro refleja la enseñanza judía tradicional, sin las doctrinas posteriores que se encuentran, por ejemplo, en 2 Macabeos. El Primer Libro de los Macabeos también ofrece una lista de las colonias judías dispersas por todo el Mediterráneo en aquella época.
En el primer capítulo, Alejandro Magno conquista el territorio de Judea y más tarde le sucede el seléucida Antíoco IV Epífanes. Tras invadir con éxito el Reino ptolemaico de Egipto, Antíoco IV captura Jerusalén y se lleva los objetos sagrados del Templo de Jerusalén, matando a muchos judíos. A continuación, impone un impuesto y establece una fortaleza en Jerusalén.
Antíoco intenta entonces suprimir la observancia pública de las leyes judías, en un intento por asegurar el control sobre los judíos. En el año 168 a. C., profana el Templo al establecer una «abominación desoladora» (estableciendo ritos paganos en el Templo o sacrificando un animal impuro en el altar del Santo de los Santos). Antíoco prohíbe tanto la circuncisión como la posesión de escrituras judías bajo pena de muerte. Prohíbe la observancia del sábado y la ofrenda de sacrificios en el Templo. También exige a los líderes judíos que sacrifiquen a los ídolos. Aunque la aplicación de la ley puede estar dirigida únicamente a los líderes judíos, también se mata a judíos comunes como advertencia para los demás.
La helenización incluyó la construcción de gimnasios en Jerusalén. Entre otros efectos, esto desalentó aún más el rito judío de la circuncisión, que ya había sido prohibido oficialmente; el estado de un hombre no podía ocultarse en el gimnasio, donde los hombres entrenaban y socializaban desnudos. Sin embargo, 1 Macabeos también insiste en que hubo muchos judíos que buscaron o acogieron con agrado la introducción de la cultura griega. Según el texto, algunos hombres judíos incluso se sometieron a la restauración del prepucio para pasar por griegos de pura cepa.
La narración relata que la noticia de la desolación llega a Matatías y a sus cinco hijos, una familia sacerdotal que vive en Modein. Matatías llama a las personas leales a las tradiciones de Israel a oponerse a los invasores y a los judíos helenizadores, y sus hijos comienzan una campaña militar contra ellos. Se produce una pérdida total de mil judíos (hombres, mujeres y niños) a manos de Antíoco cuando los defensores judíos se niegan a luchar en Sábado. Los demás judíos razonan entonces que, cuando son atacados, deben luchar incluso en el día santo. En el año 165 a. C., el Templo es liberado y reconsagrado, de modo que pueden reanudarse los sacrificios rituales. Judas Macabeo y sus hermanos instituyen la fiesta de Hanukkah para celebrar este acontecimiento (1 Macabeos 4:59).
En los capítulos 5, 6 y 7 se narran más guerras en las que participaron Judas y sus hermanos Simón y Jonatán. El capítulo 6 narra los últimos días de Antíoco Epífanes y la ascensión al trono de su joven hijo Antíoco V Eupátor.
En el capítulo 8, Judas busca una alianza con la República romana, con el objetivo de expulsar a los griegos. Los versículos 23-32 registran un acuerdo entre Roma y la nación judía, por el cual cada parte actuaría como aliada voluntaria de la otra y se negaría a suministrar a sus enemigos en tiempo de guerra, advirtiendo específicamente a Demetrio I Soter que este pacto se activaría en su contra si así lo solicitaban los judíos. El historiador judío Uriel Rappaport afirma que «la mayoría de los estudiosos actuales aceptan la autenticidad de este documento».
Tras la muerte de Judas y un período de anarquía, le sucede su hermano Jonatán Macabeo, cuyas batallas con el general griego Bacchides se relatan en el capítulo 9. Jonatán se convierte en sumo sacerdote (1 Macabeos 10:20). La muerte de Demetrio se relata en 1 Macabeos 10:50, y Ptolomeo VI Filométor y Alejandro Balas, pretendiente al trono seléucida, firman un acuerdo por el que Alejandro se casa con Cleopatra Tea, hija de Ptolomeo (1 Macabeos 10:58). La relación entre Jonatán y el hijo y sucesor de Demetrio, Demetrio II Nicátor, se trata en el capítulo 11: Jonatán proporciona apoyo militar a Demetrio a petición de este último (versículo 44), y una exitosa intervención contra una revuelta popular en Antioquía permite a los judíos «ganar gloria ante los ojos del rey» (versículo 51). Los Macabeos no mencionan la participación de los mercenarios que se mencionan en otros relatos, mientras que otros relatos no mencionan la participación judía. Finalmente, la relación entre Jonatán y Demetrio se rompe: La opinión de Macabeos es que Demetrio «rompió su palabra en todo lo que había prometido; se distanció de Jonatán y no le pagó los favores que Jonatán le había hecho, sino que lo trató con mucha dureza».
Las alianzas propuestas con Roma y con Areus de Esparta se recogen en 1 Macabeos 12:1-23. La captura de Jonatán en 143 a. C., tras haber sido traicionado por Diodoto Trifón, se recoge en 1 Macabeos 12:48. Simón sucede a Jonatán como líder judío «en lugar de Judas y tu hermano Jonatán», asumiendo funciones civiles, militares y litúrgicas: «sumo sacerdote, gobernador y líder de los judíos». Simón fortifica Jerusalén (1 Macabeos 13:10) y asegura la reocupación de Joppa (1 Macabeos 13:11), llevando al pueblo a la paz y la prosperidad hasta que es asesinado por agentes de Ptolomeo, hijo de Abubus, que había sido nombrado gobernador de la región por los griegos macedonios. El período de paz y prosperidad se celebra en un pasaje poético de estilo bíblico, el «Elogio de Simón», que Rappaport considera «uno de los pasajes poéticos más importantes de 1 Macabeos».
A Simón le sucedió su hijo, Juan, al que Josefo se refiere como Juan Hircano.

### Estructura
El libro puede dividirse en:
1. Preámbulo.[43]
2. Matatías desencadena la guerra santa.[44]
3. Judas Macabeo, jefe de los judíos.[45]
4. Jonatán, jefe de los judíos y sumo sacerdote.[46]
5. Simón, sumo sacerdote y gobernante local de los judíos.[47]

También admite esta otra estructura:
La gran mayoría de los estudiosos y traducciones de la Biblia dividen el libro en cuatro o cinco secciones según el líder de la rebelión:
1. Capítulos 1-2: Introducción[note 2]
2. 3:1 a 9:22: El liderazgo de Judas Macabeo
3. 9:23 a 12:53: El liderazgo de Jonatán Apphus
4. Capítulos 13-16: El liderazgo de Simón Thassi

## Como historia dinástica
El autor propaga la «propaganda hasmonea» en el sentido de defender la rectitud de los hasmoneos y su justo derecho a gobernar el reino hasmoneo. Los hasmoneos no eran una elección obvia para gobernar, ya que no descendían de la línea sacerdotal de Zadok, que había ocupado el cargo de sumo sacerdote durante generaciones en el momento de la revuelta de los macabeos. El autor trata de promover la idea de que los hasmoneos eran, en realidad, los nuevos elegidos de Dios y los futuros gobernantes, en línea con los héroes de la Biblia hebrea. Varios pasajes remiten a pasajes bíblicos como las conquistas de Josué o la batalla de David y Goliat, y equiparan los hechos de los Hasmoneos con las historias anteriores. La antipatía hacia los judíos helenizantes, amigos de los seléucidas, no es sorprendente, ya que eran enemigos en la guerra, pero 1 Macabeos extiende la crítica también a los oponentes judíos internos de los asmoneos. En 1 Macabeos, los descontentos con los asmoneos «odiaban a su nación» en su conjunto; los asmoneos eran equiparados con la propia Judea. Los judíos que se quejan de las actividades de Judas «traen al rey una acusación contra el pueblo». El libro descarta la derrota sufrida por otros comandantes llamados José y Azarías porque «no escucharon a Judas y a sus hermanos. Pero ellos no pertenecían a la familia de aquellos hombres por medio de los cuales se dio la liberación a Israel». Todo esto deja claro que Dios ha elegido específicamente una nueva dinastía para gobernar Judea, los Hasmoneos.
Aunque el libro tiene en alta estima a todos los Hasmoneos, elogia en particular a Simón Thassi, la persona que transmitiría el sumo sacerdocio a sus hijos y establecería la dinastía. En el capítulo 2, hay una frase de un Mattatías moribundo que dice a sus hijos que siempre escuchen a Simón y que «él será vuestro padre», alabándolo aparentemente incluso por encima de Judas. El capítulo 14 también incluye un largo panegírico en el que se alaba a Simón como un líder digno.

## Aspectos históricos
Contrariamente a los libros históricos anteriores (Tobit, Judit y Ester), I Macabeos no tergiversa u oscurece voluntariamente un hecho histórico pedestre para exaltar la operatividad de Dios en favor del pueblo judío. 
El autor, en cambio, toma un hecho histórico real (la Rebelión de los Macabeos), trascendental de por sí para la historia de su pueblo ya que se lo considera la primera revolución nacionalista hebrea, y lo describe de modo bastante imparcial y con suma objetividad. Esto convierte a I Macabeos en un documento histórico muy estimable, aunque en algunos pasajes se observa el cariño con que el autor trata a los personajes que lo protagonizan, e incluso se entusiasma con las nobles luchas que está narrando.

## Sentido religioso
El libro muestra un respeto por la fe y la piedad. Tanto es así, que ni siquiera se atreve a llamar a Dios por su nombre propio (Yahveh) o simplemente denominarlo «Señor», prefiriendo mencionarlo como «Cielo».
Numerosas veces los combatientes recurren a la oración para acrecentar su fuerza, y evidencian una inquebrantable confianza en que Dios prestará su ayuda a quienes dan su sangre en la lucha por la causa de Israel.
Cuando los Macabeos triunfan, el autor bíblico atribuye este éxito al apoyo y la ayuda que Dios les ha prestado.

### Teología
La escuela de filosofía que se ve en 1 Macabeos se considera a menudo precursora de la filosofía de los saduceos en épocas posteriores. Cabe destacar que el autor no hace referencia alguna a la idea de la resurrección corporal, a la que se oponían los saduceos. Dicho esto, nuestro conocimiento de los saduceos es escaso, por lo que es difícil saberlo con certeza. El libro también parece desdeñar el martirio y los enfoques pasivos de la resistencia, considerando tales gestos inútiles y sin sentido. Algunos estudiosos van incluso más allá del desdén; Jonathan Goldstein escribe que el autor tiene «un considerable desprecio por los mártires». Para el autor, la respuesta adecuada a la opresión es la acción militar audaz mientras se está vivo.
El autor ve la revuelta como algo ordenado por Dios, pero resta importancia a la intervención divina directa, como los milagros. Más bien, el autor interpreta los acontecimientos como el uso por parte de Dios del genio militar de Judas Macabeo y sus hermanos como instrumento para lograr la liberación de Judea. Uno de los aspectos más notables e inusuales del libro 1 Macabeos es la ausencia de cualquier mención directa a Dios. En su lugar, el libro se refiere al «cielo» (ouranós), como cuando Judas dice en un discurso que «la victoria en la batalla no depende del tamaño del ejército, sino que la fuerza viene del cielo». Incluso si «cielo» es simplemente una abreviatura de «Dios en el cielo», 1 Macabeos es notablemente secular en su descripción del conflicto. No hay ángeles ni milagros que salvan a los judíos, sino que es el firme liderazgo de los Hasmoneos, aprobado por Dios, el que conduce a la victoria.
El libro 2 Macabeos, conservado justo al lado de 1 Macabeos en la Septuaginta, ofrece un contraste sorprendente en cuanto a teología, y ambas obras se comparan a menudo. 2 Macabeos interpreta las desgracias de los judíos como un castigo de Dios por sus propios pecados; el autor de 1 Macabeos describe los problemas como consecuencia del mal externo de Antíoco IV y sus generales, y no como una prueba purificadora que fuera en cierto sentido voluntad divina.
El libro establece un marcado contraste entre judíos y gentiles, similar al de los libros de Esdras y Nehemías. Es de suponer que la persecución de Antíoco IV radicalizó a los judíos. Dicho esto, el autor sigue estando orgulloso de forjar alianzas con otros, citando las negociaciones con la República romana y Esparta. Uriel Rappaport lo considera emblemático de la política hasmonea en general: que el Estado hasmoneo era un Estado explícitamente judío que buscaba separarse del politeísmo, pero era pragmático y buscaba aliados donde los encontraba.

## Fiabilidad histórica
1 Macabeos es la fuente más extensa de información sobre los acontecimientos ocurridos en Judea entre los años 175 y 135 a. C. Tradicionalmente se ha considerado muy fiable, aunque en cierta medida es la versión «oficial» de la historia según los asmoneos y desde el punto de vista macabeo. Bezalel Bar-Kochva la elogia como una de las mejores historiografías militares de la época. Sostiene que el autor fue probablemente testigo ocular de al menos algunas de las batallas descritas, dada su gran precisión y verosimilitud en la descripción del terreno y los movimientos de las tropas, y que pudo obtener relatos de primera mano de otras personas en entrevistas. También cita el hecho de que hace varias «admisiones en contra de su interés», como describir abiertamente las derrotas militares de los rebeldes, a diferencia de 2 Macabeos, que oscurece u omite tales asuntos.
Jonathan A. Goldstein sostiene que el libro imitaba las escrituras más antiguas no solo en el estilo lingüístico, sino también en el contenido; es decir, el autor ajustó o inventó acontecimientos para que se ajustaran mejor a los paralelismos bíblicos.

## Canonicidad
El Concilio de Roma del Papa Dámaso I en 382, si el Decreto Gelasiano se asocia correctamente con él, promulgó un canon bíblico idéntico al de la lista dada en Trento, incluyendo los dos libros de los Macabeos.
Orígenes de Alejandría (253), Agustín de Hipona (c. 397 d. C.), Papa Inocencio I (405), Sínodo de Hipona (393), el Concilio de Cartago (397), el Concilio de Cartago (419), los Cánones Apostólicos, el Concilio de Florencia (1442) y el Concilio de Trento (1546) enumeró los dos primeros libros de Macabeos como canónicos.
Durante la Reforma protestante, el libro (junto con otros libros del deuterocanon católico) fue clasificado como apócrifo bíblicos en el protestantismo, material útil como referencia pero no canónico. La Confesión de Westminster de 1643 dice que los libros «no tienen autoridad en la Iglesia de Dios, ni deben ser aprobados de ninguna otra manera», por ejemplo.
El libro nunca se incluyó en la Biblia hebrea o Tanaj y no es canónico en el judaísmo. Los líderes judíos posteriores tenían una mala opinión del gobierno de la dinastía asmonea por varias razones, y un documento que los celebraba tan abiertamente era problemático. Incluso en las historias ambientadas durante el periodo macabeo, las referencias a Judas por su nombre se eliminaron explícitamente para evitar la adoración heroica de la dinastía asmonea.

## Influencia

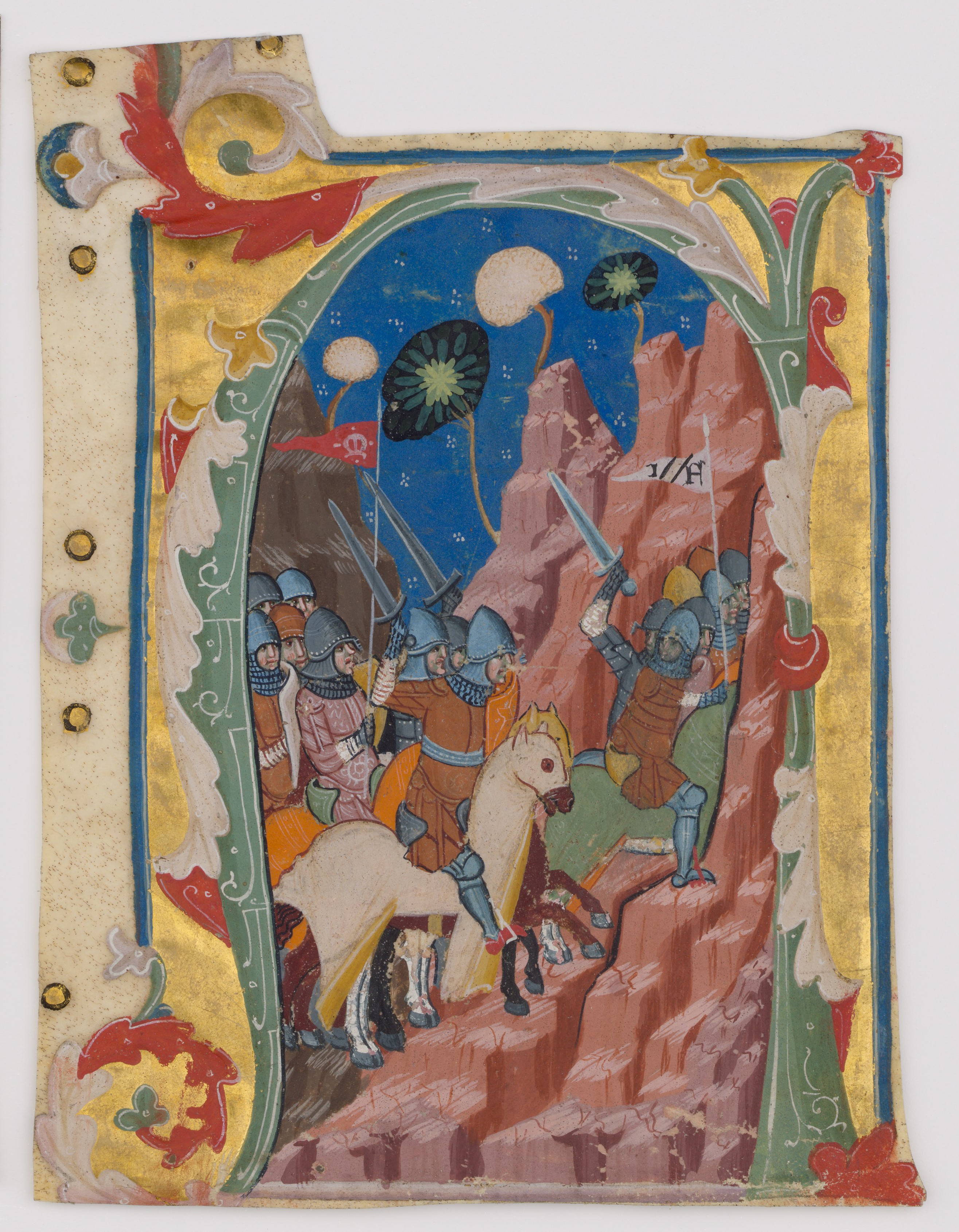
Ilustración de un libro de culto italiano del siglo XIV que representa a los macabeos como caballeros medievales con armadura.

El historiador judío Josefo del siglo I d. C. leyó casi con toda seguridad 1 Macabeos en griego. Utiliza ampliamente los trece primeros capítulos en los libros 12 y 13 de su obra Antigüedades judías, parafraseándolo directamente en algunas partes, aunque complementándolo con otras historias griegas como la de Nicolás de Damasco. Es posible que también lo consultara para el libro 1 de La guerra judía. No se sabe si la copia de Josefo de 1 Macabeos carecía de los tres últimos capítulos o si simplemente encontró una fuente mejor para ese periodo de la historia.
1 Los Macabeos solo es citado o mencionado en contadas ocasiones por los Padres de la Iglesia en la época del cristianismo primitivo. Cuando los cristianos del Imperio Romano hablaban de los macabeos, solían referirse a los «mártires macabeos» descritos en 2 Macabeos 6 y 2 Macabeos 7, ya que se les consideraba modelos y precursores de los mártires cristianos. Dado que 1 Macabeos apenas menciona a los mártires, tampoco fue citado ni leído.
Durante las Cruzadas, el Papa Urbano II y otros líderes de la Iglesia utilizaron 1 Macabeos para justificar el concepto de guerra santa contra los reinos musulmanes que controlaban la ciudad santa de Jerusalén. Cruzados admirados como Balduino I y Godofredo de Bouillón fueron comparados explícitamente con Judas Macabeo, y se citó material de 1 Macabeos en relación con sus hazañas. 1 Macabeos también fue citado durante la controversia de las investiduras del siglo XI-XII sobre si los monarcas tenían autoridad para nombrar obispos o si solo la tenía el Papa. 1 Macabeos incluye pasajes que describen el nombramiento de Jonatán y Simón por las autoridades seléucidas, por lo que fue citado generalmente por quienes estaban a favor del nombramiento real de los obispos.

## Uso litúrgico
El Leccionario católico romano utiliza textos de 1 Macabeos 1 a 6, junto con textos de 2 Macabeos 6 y 7, en las lecturas de los días laborables de la semana 33 del Tiempo Ordinario, en el año 1 del ciclo bienal de lecturas, siempre en noviembre, y como una de las opciones disponibles para las lecturas de la dedicación de un altar y como una de las lecturas sugeridas en una Misa celebrada en honor a los cristianos perseguidos.
1 Macabeos forma parte de la sección apócrifa intertestamental de la Biblia utilizada en las Iglesias luteranas y la Comunión Anglicana. Las lecturas de las Escrituras de los libros apócrifos se incluyen en los leccionarios de las iglesias luteranas. En lo que respecta al anglicanismo, en el leccionario de 1922 de la Iglesia de Inglaterra en el Book of Common Prayer, se designa anualmente la lectura de 1 Macabeos a finales del verano o principios del otoño.
Los textos relativos a los martirios bajo Antíoco IV en 1 Macabeos y 2 Macabeos son leídos por los cristianos anabaptistas, que sufrieron persecución a lo largo de su historia.

## Otros libros de los macabeos
Existen cuatro libros de los Macabeos. I y II Macabeos (como Tobit, Judit y las partes griegas agregadas a Ester) son considerados deuterocanónicos, esto es, aceptados por la Iglesia católica pero no por las iglesias protestantes ni por los judíos.
El Concilio de Roma del papa Dámaso I en el 382, si el Decretum Gelasianum está correctamente asociado con él, emitió un canon bíblico idéntico a la lista dada en Trento, incluidos los primeros dos libros de los Macabeos, Orígenes de Alejandría (253 d. C.), Agustín de Hipona (397 d. C.), el Papa Inocencio I (405 d. C.), el Sínodo de Hipona (393 d. C.), el Concilio de Cartago (397 d. C.), el Concilio de Cartago (419 d. C.), los Cánones Apostólicos, el Concilio de Florencia (1442 d. C.) y el Concilio de Trento (1546 d. C.) enumeraron los primeros dos libros de los Macabeos como canónicos.
III y IV Macabeos, por el contrario, son considerados apócrifos por los católicos, aunque iglesias ortodoxas y orientales los aceptan como parte del canon bíblico.

## Manuscritos e historia de la publicación
Como se ha señalado anteriormente, si existieron manuscritos antiguos de la hipotética versión original en hebreo, se han perdido. El texto griego se conserva en dos de los tres códices más antiguos de la Septuaginta griega: el Codex Sinaiticus y el Codex Alexandrinus. No se encuentra en el Codex Vaticanus. Las traducciones premodernas de la obra se realizaron en latín, siríaco y armenio. La traducción latina es a veces útil para identificar ciertos cambios realizados por Luciano de Antioquía en el texto griego.
Con la llegada de la imprenta, que eliminó la necesidad de que los escribas copiaran manualmente y repetidamente estas obras, 1 Macabeos se hizo más accesible. Se incluyó en las Biblias cristianas impresas estándar en la sección deuterocanónica. Una versión griega del texto se imprimió por primera vez en 1514-1517 en la Biblia Políglota Complutense. Werner Kappler publicó una edición crítica del texto griego en 1936, una recopilación ecléctica de los diversos manuscritos conservados y la mejor reconstrucción del texto original.
Las versiones más recientes de la Biblia en inglés que contienen 1 Macabeos incluyen la New Revised Standard Version (NRSV), Good News Translation (GNT), New American Bible, Revised Edition (NABRE), y la Knox Bible.